# Liberace
Władziu Valentino Liberace (West Allis (Wisconsin), 16 mei 1919 – Palm Springs (Californië), 4 februari 1987), beter bekend onder zijn achter- en tevens artiestennaam Liberace (uitspraak: /ˌlɪbəˈrɑːtʃiː/), was een Amerikaans pianist en entertainer.

## Vroege carrière

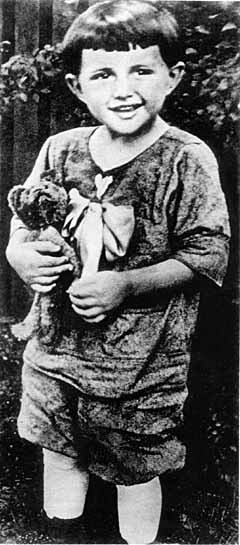
Een driejarige Liberace met teddybeer.

Liberace, onder zijn vrienden ook wel bekend als "Lee" werd geboren in West Allis. Zijn moeder Frances Zuchowski was Pools en zijn vader Salvatore "Sam" Liberace, een Italiaan. Hij groeide op in een muzikale familie en werd opgeleid als klassiek pianist. Op aanraden van een vriend ging hij als artiest verder onder zijn achternaam.
Zijn carrière als klassiek pianist verliep goed, maar zijn eigenaardige encores waarin hij popliederen en marsen ten gehore bracht, bevielen het publiek zó goed dat hij zijn acts aanpaste tot "pop met een beetje klassiek". Later zou hij zijn acts omschrijven als "klassieke muziek zonder de saaie stukken". In de jaren 1940 speelde hij vooral in de dinner- en nachtclubs van de grote Amerikaanse steden. In het begin van zijn carrière trad hij op onder de naam Walter Busterkeys.
In 1943 verscheen hij in een aantal Soundies (een soort voorloper van de videoclip). Twee nummers uit zijn nachtclubacts, "Tiger Rag" en "Twelfth Street Rag" bracht hij in deze films ten gehore.

## Latere carrière

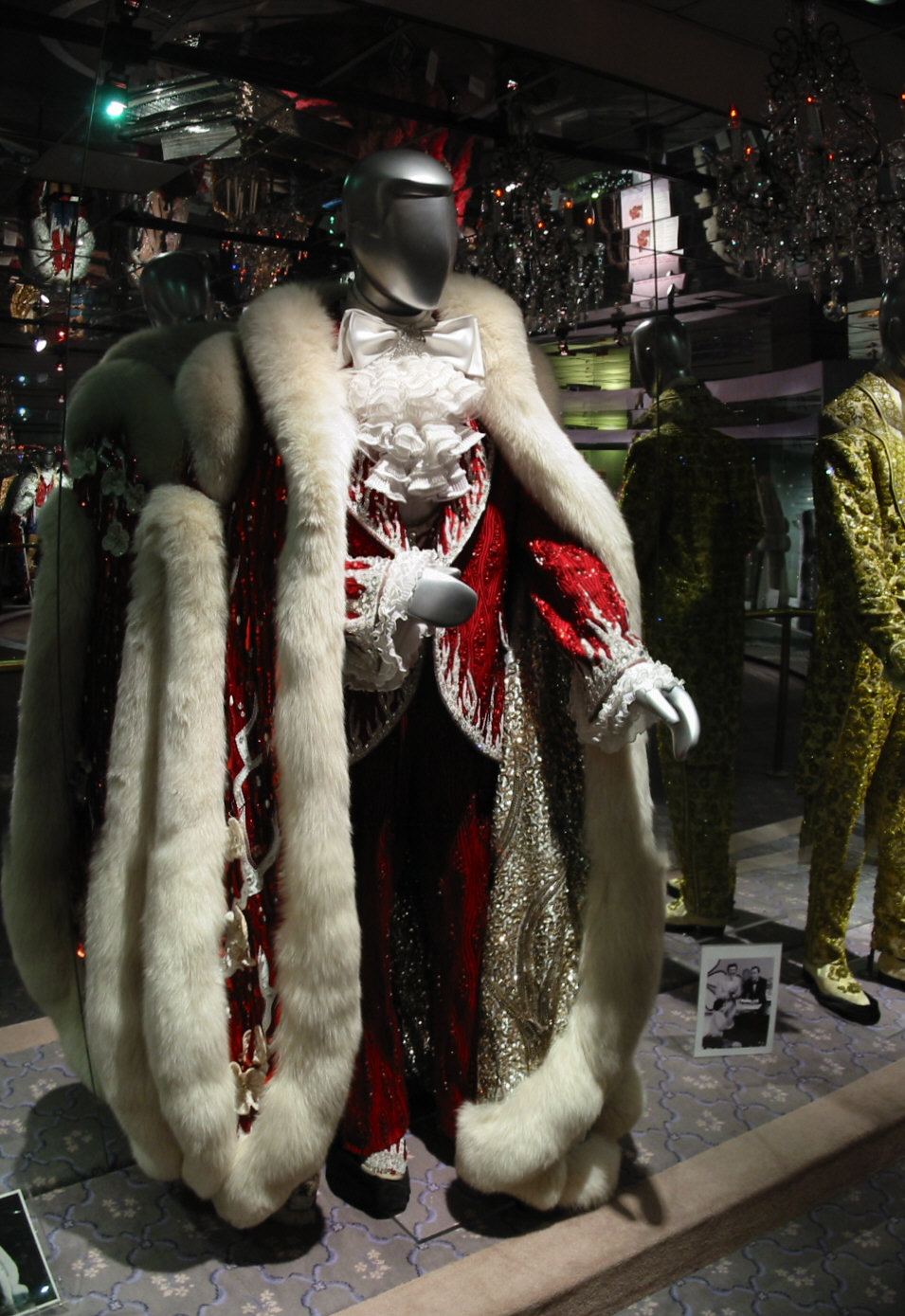
Een kenmerkend flamboyant Liberacekostuum in kerstuitvoering.

Liberace kreeg zijn eigen televisieprogramma genaamd The Liberace Show. In dit muzikale programma trad zijn broer, de violist George Liberace, regelmatig op. Liberace ging bij elke televisiezender langs met het nummer I’ll Be Seeing You. Hierdoor verkreeg hij ook bekendheid in het Verenigd Koninkrijk.
Voorts werd Liberace bekend door zijn zeer extravagante kostuums (van glitterpakken tot grote witte mantels van bont), gouden ringen, diamanten manchetknopen en zijn gevoel voor humor. Liberace had niet genoeg aan de gewone zwarte concertvleugel, maar liet verscheidene Baldwins uitbundig versieren met glas en ornamenten. Op elke piano prijkte een goudkleurige kandelaar.
In 1955 verdiende hij $50.000 per week in het Riviera te Las Vegas en had hij ruim 160 officiële fanclubs met meer dan een kwart miljoen fans, vooral vrouwen van middelbare leeftijd. Hij kreeg in 1960 zijn eigen ster op de Hollywood Walk of Fame voor zijn bijdragen aan de Amerikaanse filmindustrie. Zijn opnamen verschenen bij het platenlabel Columbia Records, hij was veel te zien op tv en speelde mee in een aantal films.
Liberace trad onder meer op met Nat King Cole en Sammy Davis jr.. Zijn leven was een gewild onderwerp voor de roddelpers. In 1973 verscheen zijn autobiografie. Naast entertainen hield Liberace zich bezig met zijn antiekzaak en zijn restaurant in Las Vegas. Koken was een grote hobby van hem en hij schreef dan ook een kookboek, genaamd Liberace Cooks. In dit boek zijn recepten te vinden voor “zijn zeven dinerkamers” in zijn huis te Hollywood.
In de jaren 1970 wist hij in Las Vegas per week $300.000 te verdienen. De glittershows bleven een succes en nog steeds was hij veel op televisie te zien. In 1979 opende hij een museum over hemzelf waarin hij zijn geornamenteerde Baldwinpiano’s stalde, evenals zijn extravagante kleding met dito juwelen. Dat museum in Paradise sloot in oktober 2010. In het The Cosmopolitan of Las Vegas is alleen nog zijn opvallende Bradley GT (een opvallende sportwagen) te zien.
Liberace bezocht Nederland voor een eenmalig optreden op woensdag 20 mei 1981 in het Concertgebouw in Amsterdam. Hij ontmoette daar o.a. Ronnie Tober en Imca Marina.

## Rechtszaken
In 1957 verscheen een column van William Connor in The Daily Mirror waarin indirect werd geïmpliceerd dat Liberace homoseksueel was. Hierop klaagde Liberace de krant aan wegens smaad. Deze rechtszaak won hij. Hij zou tot zijn dood blijven ontkennen dat hij homoseksueel was. Een ex-vriend van hem, Scott Thorson, eiste in 1982 van Liberace $113 miljoen aan alimentatie. Nog steeds bleef hij ontkennen dat hij homoseksueel was. De rechtszaak werd afgedaan met een schadevergoeding van $95.000 voor Thorson.

## Dood

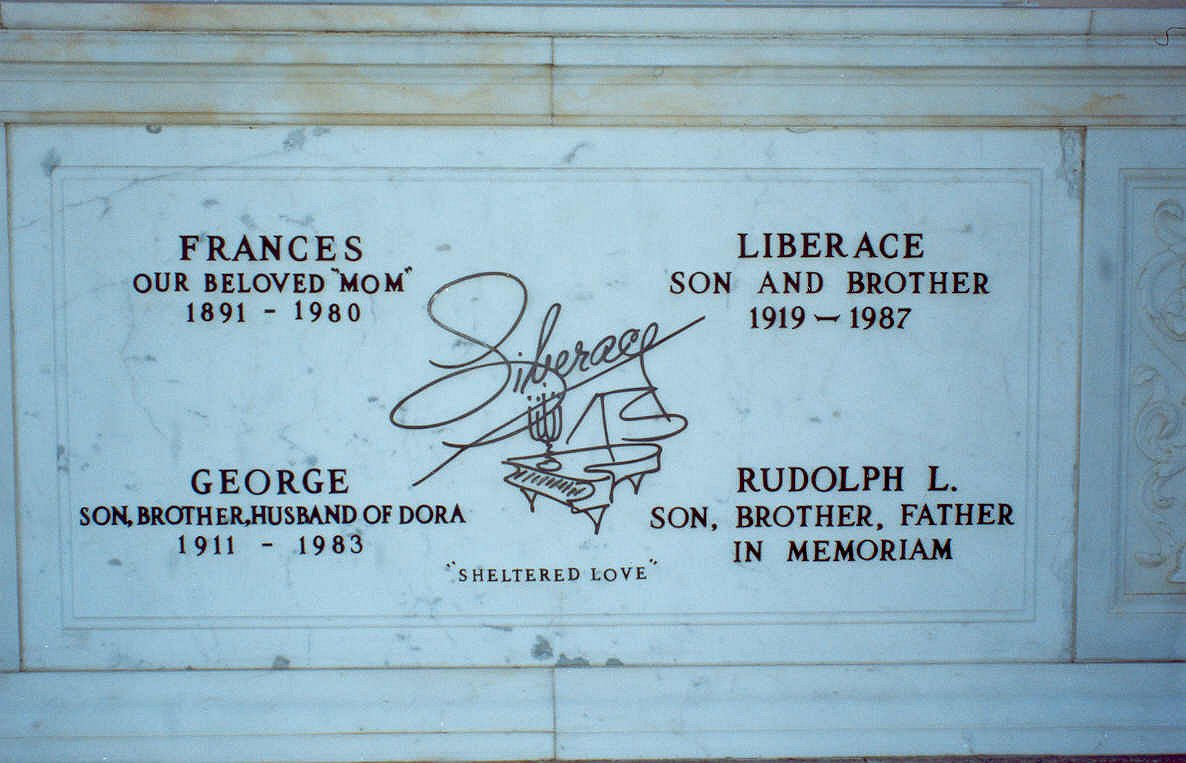
Het graf van Liberace

Zijn laatste optreden gaf hij op 67-jarige leeftijd op 2 november 1986 in de Radio City Music Hall in New York. Hij overleed op 4 februari 1987 in zijn winterhuis te Palm Springs. Duidelijk zichtbaar was dat hij in de maanden voor zijn dood aan gewichtsverlies leed. Zijn manager Seymour Heller schreef dit toe aan een "watermeloenendieet". Later bleek dat Liberace al sinds 1985 ernstig ziek was. Dat kwam onder andere door het roken, maar hij had daarnaast ook hart- en leverproblemen. Naderhand bleek dat zijn dood was toe te schrijven aan aids. Wanneer hij hiv-positief werd is nooit duidelijk geworden. Liberace bleef het zelf altijd ontkennen en stierf met de gedachte dat zijn fans niet wisten dat hij homo was. Liberace werd bijgezet op het Forest Lawn – Hollywood Hills Cemetery te Los Angeles.

## Muziekstijl
Liberace werd opgeleid tot klassiek pianist, bleek zeer talentvol te zijn en werd zelfs een wonderkind genoemd. Toen hij 22 jaar was, werd hij uitgenodigd om met het Chicago Symphony Orchestra te spelen. Hij speelde moeiteloos werken van Franz Liszt en Sergej Rachmaninov. Op aanraden van zijn oudere broer George is hij echter populaire muziek gaan spelen omdat hierin veel te verdienen viel.
De combinatie van klassiek met populaire muziek bleef terugkeren in zijn shows. Popmuziek combineerde hij met werken van componisten als Johann Strauss jr. of Wolfgang Amadeus Mozart tot medleys. Liberace's favoriete componisten waren Franz Liszt en George Gershwin.